# 吉濱遼平
吉濱 遼平（よしはま りょうへい、1992年10月24日 - ）は、神奈川県川崎市幸区出身のプロサッカー選手。ポジションは、ミッドフィールダー、フォワード。

## 来歴
中学校1年の時に川崎フロンターレの下部組織に入団したが、高校1年の時に退団。しばらくサッカーとは無縁の生活を送っていたが、通っていた神奈川県立大師高等学校の先生からの勧めを受け、同校サッカー部に入部した。
高校卒業後は松蔭大学に進学。2012年、湘南ベルマーレとの練習試合で2得点を挙げる活躍を見せたのが湘南監督の曺貴裁の目に留まり、同年4月に湘南ベルマーレに特別指定選手として登録された。6月2日の第17節ギラヴァンツ北九州戦に途中出場でJリーグデビューを果たし、86分に初ゴールを決めた。
2013年より、正式に湘南ベルマーレへ入団したが、同年5月に提携関係にある福島ユナイテッドFCへ期限付き移籍。2014年は、湘南へ復帰した。
2015年、ザスパクサツ群馬へ完全移籍。キャリアハイとなる38試合出場を果たすが、シーズン最終戦となる横浜FC戦で右膝前十字靱帯断裂により全治8ヶ月の大けがを負う。2016年はシーズン後半に復帰したが、レギュラーの座を奪い返すことはできず、途中交代出場を中心に12試合の出場にとどまった。
2017年、FC町田ゼルビアへ完全移籍で加入が発表された。2シーズン在籍したが、2018年の春先に先発出場の機会が数試合あった他は途中出場が中心だった。
2018年12月26日、レノファ山口FCへの完全移籍。2019年シーズンはクラブ初となるフリーキックからの得点を挙げるなど要所で活躍したが、2020年シーズンは右大腿二頭筋を2度傷めるなどして出番を減らし、同年限りでの契約満了が発表された。
2021年1月11日、FC岐阜への完全移籍が発表された。
2022年11月16日、契約満了による退団が発表。同年11月29日、カンセキスタジアムとちぎで行われたJリーグ合同トライアウトに出場した。
2023年5月27日、カンボジアプレミアリーグのボーウング・ケットFCに加入したことが発表された。
2025年8月12日、シンガポールプレミアリーグのホウガン・ユナイテッドFCに移籍。

## 所属クラブ
- 1999年 - 2004年 セリエフットボールクラブ（川崎市立御幸小学校）
- 2005年 - 2007年 川崎フロンターレU-15（川崎市立御幸中学校）
- 2008年 川崎フロンターレU-18（神奈川県立大師高等学校）
- 2009年 - 2010年 神奈川県立大師高等学校
- 2011年 - 2012年 松蔭大学
  - 2012年4月 - 同年12月  湘南ベルマーレ（特別指定選手）
- 2013年 - 2014年  湘南ベルマーレ
  - 2013年5月 - 同年12月  福島ユナイテッドFC（期限付き移籍）
- 2015年 - 2016年  ザスパクサツ群馬
- 2017年 - 2018年  FC町田ゼルビア
- 2019年 - 2020年  レノファ山口FC
- 2021年 - 2022年  FC岐阜
- 2023年 - 2025年  ボーウング・ケットFC
- 2025年 -  ホウガン・ユナイテッドFC

## 個人成績
| 国内大会個人成績 | 国内大会個人成績 | 国内大会個人成績 | 国内大会個人成績 | 国内大会個人成績 | 国内大会個人成績 | 国内大会個人成績 | 国内大会個人成績 | 国内大会個人成績 | 国内大会個人成績 | 国内大会個人成績 | 国内大会個人成績 |
| 年度             | クラブ           | 背番号           | リーグ           | リーグ戦         | リーグ戦         | リーグ杯         | リーグ杯         | オープン杯       | オープン杯       | 期間通算         | 期間通算         |
| 年度             | クラブ           | 背番号           | リーグ           | 出場             | 得点             | 出場             | 得点             | 出場             | 得点             | 出場             | 得点             |
| 日本             | 日本             | 日本             | 日本             | リーグ戦         | リーグ戦         | リーグ杯         | リーグ杯         | 天皇杯           | 天皇杯           | 期間通算         | 期間通算         |
| ---------------- | ---------------- | ---------------- | ---------------- | ---------------- | ---------------- | ---------------- | ---------------- | ---------------- | ---------------- | ---------------- | ---------------- |
| 2012             | 湘南             | 29               | J2               | 3                | 1                | -                | -                | 0                | 0                | 3                | 1                |
| 2013             | 湘南             | 29               | J1               | 0                | 0                | 1                | 0                | -                | -                | 1                | 0                |
| 2013             | 福島             | 4                | JFL              | 22               | 8                | -                | -                | 2                | 0                | 24               | 8                |
| 2014             | 湘南             | 29               | J2               | 7                | 2                | -                | -                | 2                | 0                | 9                | 2                |
| 2015             | 群馬             | 15               | J2               | 38               | 7                | -                | -                | 1                | 0                | 39               | 7                |
| 2016             | 群馬             | 15               | J2               | 12               | 0                | -                | -                | 0                | 0                | 12               | 0                |
| 2017             | 町田             | 14               | J2               | 21               | 0                | -                | -                | 1                | 0                | 22               | 0                |
| 2018             | 町田             | 14               | J2               | 25               | 4                | -                | -                | 1                | 0                | 26               | 4                |
| 2019             | 山口             | 14               | J2               | 32               | 5                | -                | -                | 1                | 0                | 33               | 5                |
| 2020             | 山口             | 14               | J2               | 13               | 0                | -                | -                | -                | -                | 13               | 0                |
| 2021             | 岐阜             | 41               | J3               | 23               | 1                | -                | -                | 1                | 0                | 24               | 1                |
| 2022             | 岐阜             | 11               | J3               | 13               | 0                | -                | -                | 1                | 0                | 14               | 0                |
| カンボジア       | カンボジア       | カンボジア       | カンボジア       | リーグ戦         | リーグ戦         | リーグ杯         | リーグ杯         | オープン杯       | オープン杯       | 期間通算         | 期間通算         |
| 2023-24          | ボーウング       | 41               | Cリーグ          |                  |                  |                  |                  |                  |                  |                  |                  |
| 2024-25          | ボーウング       | 41               | Cリーグ          |                  |                  |                  |                  |                  |                  |                  |                  |
| 通算             | 日本             | 日本             | J1               | 0                | 0                | 1                | 0                | -                | -                | 1                | 0                |
| 通算             | 日本             | 日本             | J2               | 152              | 19               | -                | -                | 6                | 0                | 158              | 19               |
| 通算             | 日本             | 日本             | J3               | 36               | 1                | -                | -                | 2                | 0                | 38               | 1                |
| 通算             | 日本             | 日本             | JFL              | 22               | 8                | -                | -                | 2                | 0                | 24               | 8                |
| 総通算           | 総通算           | 総通算           | 総通算           | 210              | 28               | 1                | 0                | 10               | 0                | 221              | 28               |

- 2012年は特別指定選手
- Jリーグ初出場・初得点 - 2012年6月2日 J2第17節 vsギラヴァンツ北九州（北九州市立本城陸上競技場）

## タイトル

### クラブ
湘南ベルマーレ
- Jリーグ ディビジョン2（2014年）